# Brigada Golani
|  | Simbol brigade |

Brigada Golani

Golani
kopenska vojska
neznano
specialna padalska brigada
neznano
zračni desant, urbano bojevanje, nekonvencionalno bojevanje
neznano
neznano
glej članek
glej članek
neznano
Brigada Golani je elitna padalska brigada izraelskih oboroženih sil. Nekateri viri jo prištevajo med specialne sile.

## Struktura
- Štab
- 50. Nahal bataljon (hebr. Nahal - padalski/padalska)
- 202. Nahal bataljon
- 890. Nahal bataljon
- 3 rezervne Nahal brigade
- Sajeret Canhanim
- Sajeret Orev
- Sajeret Šaked
- Sajeret Haruv
- Sajeret Egoz
- Sajeret Golani